# Don’t Look Back (игра)
Don’t Look Back (с англ. — «Не оглядывайся») — компьютерная игра в жанре платформер, разработанная Терри Каваной. Представляет собой современную интерпретацию греческой легенды об Орфее и Эвридике.

## Игровой процесс
Игра представляет собой интерпретацию легенды об Орфее и Эвридике со стилизованной графикой, напоминающей графику, созданную игровой консолью Atari 2600.
Игроки управляют мужчиной, который начинает игру, стоя у могилы своей возлюбленной. Найдя пистолет, он спускается в подземный мир, чтобы найти дух умершей и вывести её обратно в безопасное место.
У игроков есть бесконечные шансы снова вернуться в каждый из игровых экранов; также он может быть воспроизведен повторно, если игрок вступает в контакт с врагом или опасностью, а также если игровой персонаж спасает свою возлюбленную. Игра состоит из пересечения ям с лавой, прыжков через платформы, обхода других опасностей, отражения атак врагов и победы над боссами.
Благополучно выведя дух из подземного мира, игрок достигает надгробия, где началась игра, и встречает человека, все ещё стоящего у могилы. И персонаж игрока, и дух исчезают, оставляя другую фигуру стоять в одиночестве у могилы. Путешествие — это фантазия; после завершения игрок сталкивается с реальностью молча скорбящей фигуры.

## Разработка
Don’t Look Back представляет собой комбинацию двух отдельных идей, одна из которых была тем, что Кавана назвал «глупым шутером или чем-то в этом роде», который можно было бы «искупить» поворотом, показывающим действия игрока в другом свете. Другая идея заключалась в создании игры, в которой сам игровой процесс был бы «метафорой чего-то ещё, что происходит с игроком».

## Отзывы критиков
Первоначально порт для iOS был отклонен Apple из-за маркетинговых материалов, в которых говорилось, что в игре «нет никаких покупок в приложении или любой другой чепухи».
Игровые журналисты высоко оценили игру и её презентацию. Джим Россиньол из Rock, Paper, Shotgun описал её как «упрощённую, но очень сложную», добавив: «она действительно хорошо сделана». Разработчик инди-игр Дерек Ю заявил, что это мрачная игра, похожая на Seiklus, но «более сфокусированная и сложная», и что поклонникам жанра будет интересно играть в неё. Тим Роуз из IndieGames.com посчитал игру «просто блестящей» и «отличным платформером, в который стоит поиграть».
Сотрудники онлайн-журнала о видеоиграх The Escapist сочли игру захватывающей, «прекрасным примером того, как делать больше с меньшими затратами», и заявили, что она обладает «удивительно захватывающей эстетикой».
В обзоре для Gamasutra игровой дизайнер Эмили Шорт охарактеризовала игру как «не шедевр», но отметила, что та иллюстрирует «методы, с помощью которых однажды будет написан шедевр». Она также указала на тот факт, что сложность игры повысила её до такой степени, что это было бы невозможно для традиционных описаний мифа об Орфее (опера, скульптура, живопись и литература), а через борьбу игрок идентифицирует себя с Орфеем на гораздо более глубоком уровне.